# یک پیام‌رسان
«یک پیام‌رسان» (به انگلیسی: A Messenger) اولین آلبوم از هنرمند اهل ایالات متحده آمریکا کلتون دیکسون است که در ۲۹ ژانویه ۲۰۱۳ منتشر شد.